# L'Arme de paix
Albums de Oxmo Puccino
La Réconciliation
(2007) Roi sans carrosse
(2012)
L'Arme de paix est le cinquième album studio du rappeur Oxmo Puccino, sorti en 2009.
Exception faite de L'un de nous deux, la réalisation de cet album a entièrement été confiée à Vincent Taurelle (composition, arrangements, claviers, prise de son), Vincent Taeger (composition, arrangements, batterie et percussions), et Ludovic Bruni (en) (composition, arrangement, guitare, basse).
En 2010, l'album remporte une victoire de la musique en catégorie musiques urbaines, face à Réel de Kery James, Crise de conscience de Kool Shen, et Mes repères de La Fouine.

## Réception

### Critique
Les Inrocks parlent « d’un bonhomme astucieux et sensible, qui se joue des codes et connotations comme on brise des entraves ».
L'Abcdr du son : « Entre trouvailles ingénieuses (l’horloge de 365 jours), livraison de mélodies potentiellement tubesques (Les unes, les autres et ce fredonnement féminin à l’efficacité publicitaire) et arrangements classieux (Véridique), Vincent Taurelle, Vincent Taeger et Ludovic Bruni composent remarquablement l’architecture sonore de l’album en atteignant une symbiose quasi parfaite avec le rappeur sur certains titres (L’arme de paix). ».

### Commercial
L'album est certifié disque d'or un an après sa sortie.

## Titres
| 1.    | 365 jours                            | Oxmo Puccino, Sly Johnson | 3:11 |
| 2.    | Tirer des traits                     | Oxmo Puccino              | 3:10 |
| 3.    | Soleil du nord                       | Oxmo Puccino              | 4:11 |
| 4.    | Véridique                            | Oxmo Puccino              | 2:44 |
| 5.    | Partir 5 minutes                     | Oxmo Puccino, Sly Johnson | 4:02 |
| 6.    | Je te connaissais pas                | Oxmo Puccino              | 3:53 |
| 7.    | L'arme de paix                       | Oxmo Puccino, K'Naan      | 4:28 |
| 8.    | Les unes les autres                  | Oxmo Puccino              | 3:34 |
| 9.    | Sur la route d'Amsterdam             | Oxmo Puccino, Olivia Ruiz | 3:50 |
| 10.   | À sens inverse                       | Oxmo Puccino, Ben         | 4:00 |
| 11.   | Masterciel                           | Oxmo Puccino              | 3:22 |
| 12.   | L'un de nous deux (Jérémy Chatelain) | Oxmo Puccino              | 3:18 |
| 43:43 |                                      |                           |      |

## Distinction
- Victoire de l'album de musiques urbaines en 2010